# Richard Harmon
Richard Scott Harmon (Mississauga, 18 agosto 1991) è un attore canadese.
È noto per il suo ruolo di Danny Reyes Jr. nel film Judas Kiss del 2010. Altri suoi ruoli sono stati Jasper Ames in The Killing, Julian Randol in Continuum e Erik Campbell in Final Destination Bloodlines. Ha recitato il ruolo di John Murphy nella serie televisiva The 100, nella quale è entrato a far parte del cast regolare.

## Biografia
Richard Scott Harmon è nato in Mississauga, Ontario, Canada il 18 agosto 1991. I suoi genitori sono il regista Allan Harmon e la produttrice Cynde Harmon. Sua sorella Jessica Harmon è anche lei un'attrice.
Debuttò come attore nel 2002 nelle serie televisiva Jeremiah.

## Vita privata
Richard è un fan del football americano, specialmente della squadra Notre Dame Fighting Irish. È inoltre fan della serie The Fosters. Ama Bob Dylan e i Rolling Stones. È promotore dei diritti LGBT e si dichiara femminista.

## Filmografia

### Cinema
- La vendetta di Halloween (Trick 'r Treat), regia di Michael Dougherty (2007).
- Percy Jackson e gli dei dell'Olimpo - Il ladro di fulmini (Percy Jackson & the Olympians: The Lightning Thief), regia di Chris Columbus (2010)
- Dear Mr. Gacy, regia di Svetozar Ristovski (2010)
- Triple Dog, regia di Pascal Franchot (2010)
- Judas Kiss, regia di J.T. Tepnapa (2011)
- Girl in Progress, regia di Patricia Riggen (2012)
- Rufus, regia di Dave Schultz (2012)
- ESP² - Fenomeni paranormali (Grave Encounters 2), regia di John Poliquin (2012)
- Evangeline, regia di Karen Lam (2013)
- Una corsa per due (If I Had Wings), regia di Allan Harmon (2013)
- Cruel & Unusual, regia di Merlin Dervisevic (2013)
- Adaline - L'eterna giovinezza (The Age of Adaline), regia di Lee Toland Krieger (2015)
- The Invincible Sergeant Bill, regia di Saxon DeCocq - cortometraggio (2017)
- Prodigals, regia di Michelle Ouellet (2017)
- Sei ancora qui - I Still See You (I Still See You), regia di Scott Speer (2018)
- Woodland, regia di Jon Silverberg (2018)
- The Clinic, regia di Darrell Wheat (2018)
- Puppet Killer, regia di Lisa Ovies (2019)
- Recess: Third Street, regia di Jerome Yoo - cortometraggio (2019)
- Anderson Falls, regia di Julien Seri (2020)
- The Return, regia di Bj Verot (2020)
- Woodland, regia di Jon Silverberg (2020)
- A Cinderella Story: Starstruck, regia di Michelle Johnston (2021)
- Final Destination Bloodlines, regia di Zach Lipovsky e Adam Stein (2025)

### Televisione
- Jeremiah – serie TV, 1 episodio (2003)
- Maestro dell’anno (School of Life), regia di William Dear – film TV (2005)
- Painkiller Jane, regia di Sanford Bookstaver – film TV (2005)
- Da Vinci's City Hall – serie TV, 2 episodi (2006)
- To Be Fat Like Me, regia di Douglas Barr – film TV (2007)
- Flash Gordon – serie TV, 1 episodio (2007)
- Aliens in America – serie TV, 1 episodio (2007)
- Left Coast, regia di Michael McGowan – film TV (2008)
- Smallville – serie TV, 1 episodio (2009)
- Wolf Canyon, regia di Allan Harmon – film TV (2009)
- Riese – serie TV, 7 episodi (2009-2010)
- Caprica – serie TV, 2 episodi (2010)
- Fringe – serie TV,2x18 Tulipano Bianco 1 episodio (2010)
- Shattered – serie TV, 1 episodio (2010)
- Tower Prep – serie TV, 6 episodi (2010)
- The Cult, regia di Kari Skogland – film TV (2010)
- Time After Time, regia di Gary Harvey – film TV (2011)
- Clue – serie TV, 1 episodio (2011)
- R. L. Stine's The Haunting Hour – serie TV, 2 episodi (2011)
- The Secret Circle – serie TV, 2 episodi (2011-2012)
- The Killing – serie TV, 6 episodi (2011-2012)
- The Pregnancy Project, regia di Norman Buckley – film TV (2012)
- L'albero dei desideri (The Wishing Tree), regia di Terry Ingram – film TV (2012)
- Continuum – serie TV, 26 episodi (2012-2015)
- One Foot in Hell, regia di Paul St. Amand – film TV (2013)
- Rogue – serie TV, 2 episodi (2013)
- Forever 16, regia di George Mendeluk – film TV (2013)
- Scarecrows, regia di Sheldon Wilson – film TV (2013)
- Bates Motel – serie TV, 4 episodi (2013-2014)
- Intruders – serie TV, 1 episodio (2014)
- Natastrofe (Christmas Icetastrophe), regia di Jonathan Winfrey – film TV (2014)
- The 100 – serie TV, 72 episodi (2014-2020)
- CSI - Scena del crimine (CSI: Crime Scene Investigation) – serie TV, 1 episodio (2015)
- Garage Sale Mystery – serie TV, 1 episodio (2015)
- The Hollow, regia di Sheldon Wilson – film TV (2015)
- La giustizia di una madre (Her Own Justice), regia di Jason Bourque – film TV (2016)
- Mix, regia di Daniel Barnz – film TV (2015)
- Rachel – serie TV, 2 episodi (2018)
- Van Helsing – serie TV, 3 episodi (2019)
- V.C. Andrews' Pearl in the Mist, regia di David Bercovici-Artieda – film TV (2021)
- Night Agent - serie TV, 2 episodi (2023)
- The Flash - serie TV, 5 episodi (2023)
- The Good Doctor – serie TV, 1 episodio (2023)

## Doppiatori italiani
Nelle versioni in italiano delle opere in cui ha recitato, Richard Harmon è stato doppiato da:
- Ezio Conenna in The 100, The Flash, The Good Doctor
- Fabrizio De Flaviis in The Killing, Tracker
- Davide Perino in CSI - Scena del crimine, Adeline - L’eterna giovinezza
- Flavio Aquilone in ESP² - Fenomeni paranormali
- Lorenzo De Angelis ne L'albero dei desideri
- Andrea Oldani in Continuum
- Federico Zanandrea in Van Helsing
- Alessandro Campaiola in Sei ancora qui - I Still See You
- Federico Campaiola in Final Destination Bloodlines